# Symplocos pseudobarberina
Symplocos pseudobarberina là một loài thực vật có hoa trong họ Dung. Loài này được Gontsch. miêu tả khoa học đầu tiên năm 1924.